# 奇拉拉
奇拉拉（Chirala），是印度安得拉邦Prakasam县的一个城镇。总人口85455（2001年）。

## 人口
该地2001年总人口85455人，其中男性42692人，女性42763人；0—6岁人口8817人，其中男4568人，女4249人；识字率64.71%，其中男性为71.37%，女性为58.07%。